# Route nationale 57bis
Die Route nationale 57BIS, kurz N 57BIS oder RN 57BIS, war eine französische Nationalstraße, die 1828 zwischen Remiremont und Aillevillers festgelegt wurde. Sie band damit den Thermalort Plombières-les-Bains an den Bahnhof von Aillevillers an. Ihre Länge betrug 27 Kilometer. Durch die Routenverlegung der N57 im Jahr 1887 über Remiremont übernahm die N57 den Teilabschnitt bis Plombières-les-Bains. Dadurch sank die Länge auf 12 Kilometer. 1933 wurde sie bis nach Magnoncourt verlängert. Dabei wurde ihr letztes Stück bis zum Bahnhof von Aillevillers zum Seitenast N57BIS A. 1973 erfolgte die komplette Herabstufung.

## N 57bis a
Die Route nationale 57BIS A, kurz N 57BIS A oder RN 57BIS A, war von 1933 bis 1973 ein Seitenast der N57bis, der von dieser in Aillevillers abzweigte und zum Bahnhof des Ortes führte, der in Corbenay liegt. Es handelt sich dabei um die alte Trasse der N57BIS, da diese 1933 nach Magnoncourt verlängert wurde. Die Länge betrug 600 Meter. Sie ist heute Teil der D19.